# Брюл (Вісконсин)
Брюл (англ. Brule) — місто (англ. town) в США, в окрузі Дуглас штату Вісконсин. Населення — 607 осіб (2020).

## Демографія
Згідно з переписом 2010 року, у місті мешкало 656 осіб у 277 домогосподарствах у складі 188 родин. Було 363 помешкання
Расовий склад населення:
| - 96,5 % — білих - 0,8 % — корінних американців - 0,6 % — чорних або афроамериканців |

До двох чи більше рас належало 2,0 %. Частка іспаномовних становила 0,0 % від усіх жителів.
За віковим діапазоном населення розподілялося таким чином: 21,2 % — особи молодші 18 років, 60,7 % — особи у віці 18—64 років, 18,1 % — особи у віці 65 років та старші. Медіана віку мешканця становила 45,7 року. На 100 осіб жіночої статі у місті припадало 111,6 чоловіків;  на 100 жінок у віці від 18 років та старших — 112,8 чоловіків також старших 18 років.
Середній дохід на одне домашнє господарство  становив 63 387 доларів США (медіана — 44 125), а середній дохід на одну сім'ю — 78 315 доларів (медіана — 56 250). Медіана доходів становила 46 250 доларів для чоловіків та 43 958 доларів для жінок. За межею бідності перебувало 9,8 % осіб, у тому числі 12,3 % дітей у віці до 18 років та 5,0 % осіб у віці 65 років та старших.
Цивільне працевлаштоване населення становило 251 особа. Основні галузі зайнятості: освіта, охорона здоров'я та соціальна допомога — 23,5 %, будівництво — 19,9 %, мистецтво, розваги та відпочинок — 12,7 %, роздрібна торгівля — 7,6 %.